# Валтер Пфример
Валтер Пфример (Марибор, 22. децембар 1881 — Јуденбург, 31. мај 1968) је био аустријски правник и политичар.

## Биографија
Рођен је у Марибору у Аустроугарској. Био је хајмверовац и националсоцијалиста. Основао је 1918. године Немачки народни савет у Горњој Штајерској и учествовао у формирању наоружане „локалне милиције“ (Ortswehren). Године 1922, заједно са Хансом Баптистом Раутером (Hanns Baptist Rauter), установио је Штајерску федерацију за самоодбрану, којом је јула 1927. године помогао гушење штрајка транспортних радника. Следеће, 1928. године Пфример је постао други федерални вођа Хајмвера (као представник пангерманске линије), сукобио са са Штарембергом, али је од маја 1932. поново његов заменик. Септембра 1931, у покушају да Хајмвер доведе на власт, покренуо је пуч (Pfrimer-Putsch). Пошто је пуч пропао побегао је у Марибор, али већ децембра исте године ослобођен је оптужби. Пфример је успоставио контакт између штајерског хајматшуца и немачких нациста, којима се 1933. придружио, и постао члан Пангерманског Рајхстага (1938). У периоду 1945-1947. био је затворен, а потом је поново радио као адвокат. 